# Antoni Pszoniak

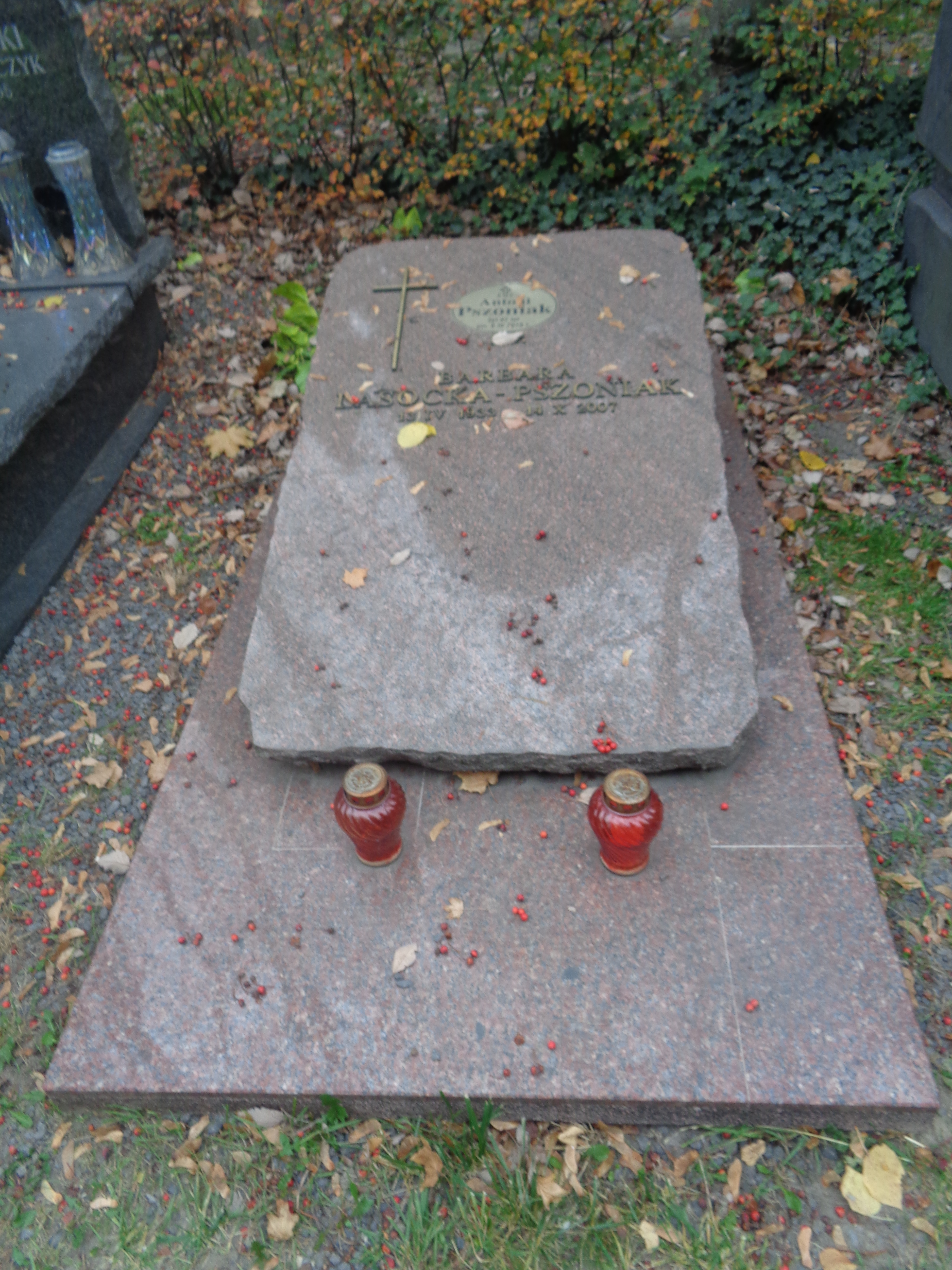
Grób Antoniego Pszoniaka na Wojskowych Powązkach

Antoni Pszoniak (ur. 1 lutego 1931 we Lwowie, zm. 6 kwietnia 2018 w Warszawie)  – polski aktor filmowy i teatralny.

## Życiorys
Występował na deskach Teatru im. Heleny Modrzejewskiej w Krakowie w latach 1959–69, później pracował w Warszawie w Teatrze Ludowym (1969–72), następnie w Teatrze Studio (1972–76 i 1977–88), kolejno w Teatrze Ateneum (1976–77), Teatrze Narodowym (1988–90) i Teatrze na Woli (1990–91).
Filmografia
- 1964: Koniec naszego świata
- 1965: Obok prawdy[3]
- 1972: Przeprowadzka – w roli Antoniego, brata Andrzeja
- 1980: Gorączka. Dzieje jednego pocisku – jako aptekarz Kazimierz

Był starszym bratem aktora Wojciecha Pszoniaka. Zmarł 6 kwietnia w Warszawie, został pochowany na Cmentarzu Wojskowym na Powązkach w Alei Zasłużonych kwatera A 29, rząd: TUJE, grób: 14.